# Esbach (Feuchtwangen)
Esbach ist ein Gemeindeteil der Stadt Feuchtwangen im Landkreis Ansbach (Mittelfranken, Bayern). Esbach liegt in der Gemarkung Aichenzell.

## Geografie
Der Weiler liegt etwa zwei Kilometer westlich der Stadtmitte von Feuchtwangen am Fuß des rechten Talhangs der Sulzachrandhöhen, die Teil der Frankenhöhe sind. Siedlungsachse ist eine nordwärts laufende Straße. Am Südrand entspringt der Schleifbach, der zur Sulzach läuft, zwischen den zwei Häusergruppen des Weilers der Zulauf Schergraben zu deren Zufluss Dettenbach. Eine Gemeindeverbindungsstraße führt nach Sommerau zur Staatsstraße 1066 (0,6 km nördlich) bzw. zum Gewerbegebiet Feuchtwangen-West (1,1 km östlich).

## Geschichte
Der Ort war ursprünglich ein Rittersitz (Burg Esbach). Am 13. Juli 1444 kaufte das Feuchtwanger Stift für 190 Gulden in dem Ort einen Burgstall und zwei Höfe. Dieser Burgstall einer Wasserburg war noch im Anfang des 20. Jahrhunderts im Wiesengrund bei Esbach zu sehen, ist aber seitdem abgetragen worden.
Esbach lag im Fraischbezirk des ansbachischen Oberamtes Feuchtwangen. Im Jahr 1603 raffte die Pest innerhalb eines halben Jahres in Sommerau und Esbach 30 Personen dahin. Im Jahr 1732 gab es 6 Anwesen mit 7 Mannschaften (1 Hof, 1 Halbhof, 2 Güter, 1 Gütlein, 1 Gütlein mit doppelter Mannschaft). Die Dorf- und Gemeindeherrschaft und die Grundherrschaft über alle Anwesen stand dem Stiftsverwalteramt Feuchtwangen zu. An diesen Verhältnissen änderte sich bis zum Ende des Alten Reiches nichts. Von 1797 bis 1808 unterstand der Ort dem Justiz- und Kammeramt Feuchtwangen.
Mit dem Gemeindeedikt (frühes 19. Jahrhundert) wurde Esbach dem Steuerdistrikt und der Ruralgemeinde Aichenzell zugeordnet. Im Zuge der Gebietsreform in Bayern wurde Esbach am 1. Januar 1972 nach Feuchtwangen eingemeindet.

### Baudenkmal
- Haus Nr. 1: Austragshaus, Wohnstallhaus, zweigeschossiger giebelständiger Satteldachbau, mit Fachwerkteilen in Obergeschoss und Giebel, bezeichnet 1853[11]

### Einwohnerentwicklung
| Jahr      | 001818 | 001840 | 001861 | 001871 | 001885 | 001900 | 001925 | 001950 | 001961 | 001970 | 001987 |
| Einwohner | 38     | 40     | 48     | 40     | 40     | 40     | 61     | 61     | 36     | 30     | 30     |
| Häuser    | 8      | 7      |        |        | 9      | 8      | 8      | 8      | 7      |        | 9      |
| Quelle    | [ 13 ] | [ 14 ] | [ 15 ] | [ 16 ] | [ 17 ] | [ 18 ] | [ 19 ] | [ 20 ] | [ 21 ] | [ 22 ] | [ 1 ]  |

## Religion
Der Ort ist seit der Reformation evangelisch-lutherisch geprägt und bis heute nach St. Johannis (Feuchtwangen) gepfarrt. Die Einwohner römisch-katholischer Konfession sind nach St. Ulrich und Afra (Feuchtwangen) gepfarrt.